# Rhynchina undulalis
Rhynchina undulalis là một loài bướm đêm trong họ Erebidae.